# Gianni Comandini
Gianni Comandini est un footballeur italien à la retraite né le 18 mai 1977 à Cesena en Italie. Il évoluait au poste d'attaquant.

## Biographie
Gianni Comandini intègre la sélection espoirs italienne et remporte avec elle l'Euro espoirs 2000 sous les ordres de Marco Tardelli. Il prend part dans la foulée aux Jeux olympiques 2000 et y atteint les quarts-de-finale.

## Palmarès

### En club
| - AC Cesena - Serie C1 - Champion : 1998. |  | - Vicenza Calcio - Serie B - Champion : 2000. |

### En sélection
- Italie espoirs
  - Euro espoirs
    - Vainqueur : 2000.